# Loris Stecca
Loris Stecca (Santarcangelo di Romagna, 30 marzo 1960) è un ex pugile italiano.
Fratello maggiore del campione olimpico Maurizio Stecca, è stato un campione del mondo di boxe nei pesi supergallo 55,34 kg WBA dal 22 febbraio al 26 maggio 1984, che lo rese il più giovane pugile italiano a conquistare tale titolo (23 anni).

## La carriera
Dopo una buona carriera fra i dilettanti, culminata con il titolo italiano dei pesi piuma, debuttò fra i professionisti nel 1980, nella scuderia Totip di Umberto Branchini.

### Il titolo italiano
Un anno dopo divenne campione nazionale dei piuma battendo Marco Gallo ai punti. Difese il titolo a L'Aquila, costringendo al knock-out tecnico Pasquale Mazza e poi l'anziano Salvatore Melluzzo a Teramo, sempre prima del limite ma in soli sei round

### Il titolo europeo
Il 7 aprile 1983  Stecca conquistò il titolo europeo battendo a Sassari il britannico Steve Sims per Kot al settimo round. Lo difese in un memorabile incontro con il futuro campione del mondo Valerio Nati, vincendo ai punti con ristretto margine

### Il titolo mondiale
Il 22 febbraio 1984 conquistò il titolo di campione del mondo dei pesi supergallo WBA a Milano battendo Leonardo Cruz. Per disputare l'incontro nella categoria minore dovette calare due kili di peso.  

### Il declino
Perse il titolo subendo la prima sconfitta il 26 maggio 1984 a San Juan (Porto Rico) sconfitto per knock-out tecnico da Víctor Callejas. Stesso esito (ma al settimo round) ebbe la rivincita che si disputò a Rimini l'8 novembre 1985. 
Rimase lontano dal ring per circa otto mesi, poi riprese a combattere con risultati nuovamente lusinghieri. Il 17 dicembre 1988 a Sassari batté per KOT Agapito Gómez Álvarez e si disse pronto per il mondiale inaugurale della WBO dei supergallo, contro Julio Gervacio.

### Fine della carriera
L'incontro però non si tenne mai. 
Il 31 gennaio 1989 fu investito da un'auto sulle strisce pedonali. L'incidente gli provocò diverse fratture e gli ridusse un ginocchio in frantumi, ponendo definitivamente fine alla sua carriera.
Nella sua carriera solo Callejas è riuscito a batterlo, in quasi sessanta match, mentre solo il francese Samuel Meck e il messicano Francisco Arreola sono riusciti a strappargli un pari.

## Vita dopo la boxe
Nel 2008, all'età di 48 anni, spinto dal bisogno di denaro come da lui stesso dichiarato alla stampa, annuncia il ritorno sul ring in un incontro da disputarsi nella Repubblica di San Marino per aggirare le rigide regole in vigore in Italia per quanto concerne il pugilato. Di fronte al diniego di San Marino, l'ex campione del mondo, l'8 marzo 2008 ha minacciato di gettarsi dal cornicione della galleria di Scacciano (frazione di Misano Adriatico), lungo l'autostrada A14, nel tratto Riccione-Cattolica, desistendo solo dopo l'intervento delle forze dell'ordine.
Il 27 dicembre 2013 è stato fermato dalla Polizia con l'accusa di tentato omicidio dopo avere accoltellato la socia della palestra che gestisce a Rimini. Il 28 maggio 2015 è stato condannato a 8 anni e 6 mesi di carcere dal Tribunale di Rimini, con sentenza confermata in appello e in cassazione. Nel 2017, per la sua condotta irreprensibile, gli è stata accordata la semilibertà.
Il 5 gennaio 2022 il Tribunale di Bologna dichiara estinta, per esito positivo dell'affidamento in prova al servizio sociale, la pena detentiva espiata in affidamento e ogni altro effetto penale della condanna inflitta.

## Riconoscimenti
Il 30 ottobre 2021 a Forlì, Loris è stato inserito nella lista dei più grandi pugili italiani, la Hall of Fame del Pugilato Italiano, organizzato da Flavio Dell'Amore direttore del giornale Boxe Ring Web, assieme a Duilio Loi, Cleto Locatelli, Patrizio Kalambay, Massimiliano Duran e Roberto Cammarelle.